# Tifanny Abreu
Tifanny Pereira de Abreu (Paraíso do Tocantins, 29 de octubre de 1984) es una jugadora de voleibol brasileña que juega como contraria y lateral. Fue la primera persona trans en jugar un partido oficial de la Superliga.

## Biografía y carrera
Nació en el seno de una familia pobre de Conceição do Araguaia, en el estado de Pará, no conoció a su padre y tuvo que ayudar a la familia desde pequeña. Ella es la menor de siete hermanos. Consciente de que no podía contar con apoyo económico en casa, fue a través del voleibol que vio la oportunidad de hacer realidad sus sueños de vida. Fue entonces cuando salió de casa en busca de dinero para hacer la transición de género.
El debate sobre la transexualidad en el deporte comenzó en 2015, cuando el Comité Olímpico Internacional (COI) autorizó a jugadores transexuales en el deporte, estableciendo algunas condiciones. Sin embargo, cabe recordar que en 2003 la organización ya había expresado su opinión sobre la importancia de la autonomía de la identidad de género en la sociedad. Debido a una actualización de las reglas para el registro de atletas, antes de los Juegos Olímpicos de Verano de 2016, el COI ya no exigía la cirugía de reasignación sexual y comenzó a cobrar un año de tratamiento hormonal, en lugar de dos años. Para competir actualmente, un atleta que se somete a un cambio de sexo debe mantener un nivel de testosterona por debajo de 10 nmol/L.
Antes de jugar en campeonatos femeninos, saltó a la cancha en la Superliga A y B de Brasil y en otros campeonatos masculinos de las ligas de Indonesia, Portugal, España, Francia, Holanda y Bélgica. Mientras jugaba para el club belga de segunda división JTV Dero Zele-Berlare, decidió completar su transición de género.
A principios de 2017, recibió el permiso de la Federación Internacional de Voleibol (FIVB) para competir en ligas femeninas. Fue cuando defendía al Golem Palmi, equipo de la segunda división de Italia. Luego de este período, regresó a Brasil y utilizó la estructura del Vôlei Bauru para mejorar sus habilidades físicas y regresar a Europa. El deportista recibió una oferta y aceptó defender al equipo del interior de São Paulo. La liberación para jugar en la Superliga se produjo dos días antes del debut oficial, el 10 de diciembre, tras exámenes realizados por la comisión médica de la Confederación Brasilera de Voleibol (CBV).
En 2018, Abreu fue candidata al parlamento por el Partido del Movimiento Democrático Brasileño (PMDB).

## Vida personal
Después de conseguir el dinero para realizar la cirugía –el coste total ronda los 30 000 reales–, Tifanny abandonó su carrera de voleibol porque no sabía que podía jugar en un equipo femenino. La intención era regresar a Brasil luego de la transición y buscar una nueva carrera profesional.
Actualmente está casada con el jugador de fútbol Victor Emmanoel Metz.
En junio de 2020, en honor al 50 aniversario del primer desfile del Orgullo LGBT, Queerty la nombró entre los cincuenta héroes "que lideran la nación hacia la igualdad, la aceptación y la dignidad de todas las personas".